# Inge Mager
Inge Mager (* 11. Dezember 1940 in Honigfelde) ist eine deutsche Kirchenhistorikerin.

## Leben
Sie studierte von 1960 bis 1966 evangelische Theologie in Berlin, Tübingen und Göttingen. Nach dem 1. theologischen Examen 1966 in der Evangelisch-lutherischen Landeskirche Hannovers und der theologischen Promotion 1969 in Göttingen legte sie 1979 das 2. theologische Examen in der Evangelisch-lutherischen Landeskirche Hannovers ab. Nach der theologischen Habilitation 1986 und Venia legendi im Fach Kirchengeschichte in Göttingen wurde sie 1987 auf den Lehrstuhl für Niedersächsische Kirchengeschichte in Göttingen berufen. Nach der Ordination 1990 in der Universitätskirche Göttingen wurde sie 1993 auf den Lehrstuhl für Kirchen- und Dogmengeschichte in Hamburg berufen. Sie wurde 2003 entpflichtet. Seit 1967 war sie zehn Jahre verheiratet und hat drei erwachsene Kinder.
Ihre Schwerpunkte liegen im 16. und 17. Jahrhundert (Reformation, Spätreformation, konfessionelles Zeitalter). Weitere Interessen gelten der protestantischen Hymnologie und der historischen Frauenforschung. Von der niedersächsischen Territorialkirchengeschichte herkommend, bemüht sie sich, durch Konkretionen und Details zu größerer Lebendigkeit und Anschaulichkeit zu gelangen. Neben den herkömmlichen, die Kirchengeschichte mitbestimmenden Faktoren liegt ihr besonders an der Herausarbeitung der menschlichen Faktoren der Kirchengeschichte. Sie gibt das Jahrbuch der Gesellschaft für Niedersächsische Kirchengeschichte und die Studien zur Kirchengeschichte Niedersachsens heraus. Sie ist Mitherausgeberin der Arbeiten zur Kirchengeschichte Hamburgs und verfasste einige Artikel im Biographisch-Bibliographischen Kirchenlexikon (BBKL).

## Schriften (Auswahl)
- Georg Calixts theologische Ethik und ihre Nachwirkungen (= Studien zur Kirchengeschichte Niedersachsens. Band 19). Vandenhoeck und Ruprecht, Göttingen 1969, OCLC 185894057, (zugleich Dissertation, Göttingen 1969).
- als Herausgeberin: Georg Calixt: Werke in Auswahl. Band 3 Ethische Schriften. Vandenhoeck und Ruprecht, Göttingen 1970, ISBN 3-525-55662-4.
- Die Konkordienformel im Fürstentum Braunschweig-Wolfenbüttel. Entstehungsbeitrag, Rezeption, Geltung (= Studien zur Kirchengeschichte Niedersachsens. Band 33). Vandenhoeck und Ruprecht, Göttingen 1993, ISBN 3-525-55238-6, (zugleich Habilitationsschrift, Göttingen 1986).
- als Herausgeberin: Frauenprofile des Luthertums. Lebensgeschichten im 20. Jahrhundert (= Die Lutherische Kirche, Geschichte und Gestalten. Band 22). Gütersloher Verl.-Haus, Gütersloh 2005, ISBN 3-579-05213-6.
- als Herausgeberin: Gerhard Uhlhorn: Gesammelte Schriften. Band 2. Die christliche Liebesthätigkeit. Teil 3. Die christliche Liebesthätigkeit seit der Reformation. LVH, Hannover 2006, ISBN 3-7859-0926-8.
- „Daß zwischen der Augsburgischen Confession und Catholischen Religion kein sonderlicher Unterscheid seye...“. Der Beitrag des Helmstedter Professors Johann Fabricius zur Heiratspolitik Herzog Anton Ulrichs über die Konfessionsgrenzen hinweg (= Beiträge zur Geschichte des Landkreises und der ehemaligen Universität Helmstedt. Band 22). Landkreis Helmstedt, Amt für Schule, Kultur und Sport, Helmstedt 2009, ISBN 978-3-937733-23-4.
- als Herausgeberin: Gerhard Uhlhorn: Gesammelte Schriften. Band 2. Die christliche Liebesthätigkeit. Teil 2. Die christliche Liebesthätigkeit im Mittelalter. LVH, Hannover 2012, ISBN 978-3-7859-1074-0.
- als Herausgeberin: Hamburgische Kirchengeschichte in Aufsätzen. Teil 4. Das 19. Jahrhundert (= Arbeiten zur Kirchengeschichte Hamburgs. Band 27). Hamburg Univ. Press, Hamburg 2013, ISBN 978-3-943423-02-0.
- als Herausgeberin: Überliefern – Erforschen – Weitergeben. Festschrift für Hans Otte zum 65. Geburtstag. Jahrbuch der Gesellschaft für niedersächsische Kirchengeschichte, 113. Band, Hannover 2015, OCLC 920854420.